# Resolució 1012 del Consell de Seguretat de les Nacions Unides
La Resolució 1012 del Consell de Seguretat de les Nacions Unides fou adoptada per unanimitat el 28 d'agost de 1995. Després de considerar la situació a Burundi, el Consell va establir una investigació internacional sobre l'assassinat del president Melchior Ndadaye durant un cop d'estat a l'octubre de 1993.

## Antecedents
El 21 d'octubre de 1993, el primer president de Burundi hutu elegit democràticament Melchior Ndadaye, va ser assassinat per tutsis extremistes. Com a conseqüència de l'assassinat, va esclatar la violència entre els dos grups, i s'estima que entre 50.000 i 100.000 persones van morir en un any. El 1994 el successor de Ndadaye, Cyprien Ntaryamira era  assassinat en el mateix accident aeri amb el president de Ruanda Juvenal Habyarimana. Aquest acte va marcar l'inici del genocidi ruandès, mentre que a Burundi la mort de Ntaryamira va agreujar la violència i els disturbis, tot i que no hi va haver una massacre general. Sylvestre Ntibantunganya va obtenir la presidència el 8 d'abril, però la situació de seguretat va disminuir encara més. L'afluència de centenars de milers de refugiats ruandesos i les activitats dels grups armats hutu i tutsi van desestabilitzar encara més el règim.

## Resolució
Després d'examinar l'informe de la missió d'investigació a Burundi, el Consell va prendre nota que un comitè internacional podria tenir un paper en la investigació del cop d'Estat de 1993 i la posterior matança. La investigació va ser una recomanació del secretari general Boutros Boutros-Ghali i el Govern de Burundi, que havien reclamat la seva constitució, i les massacres s'hi denominen genocidi. S'han comès violacions del dret internacional humanitari a Burundi i s'ha de reforçar el sistema judicial del país. També hi havia preocupacions serioses sobre la represa de les emissores de ràdio que instigaven l'odi ètnic, i es responsabilitzarien els responsables de les violacions.
El Consell de Seguretat va demanar llavors al Secretari General que establís una investigació internacional amb el següent mandat:
(a) investigar l'assassinat del president de Burundi el 21 d'octubre de 1993 i la posterior massacre;
(b) proposar mesures per portar els responsables davant la justícia.
La comissió internacional estarà formada per cinc juristes seleccionats pel secretari general. Es demanarà a tots els països i organitzacions amb informació que la proporcionin a la comissió. En tres mesos, es va demanar a Boutros-Ghali que informés sobre el funcionament de la comissió.
Es va instar a totes les parts i institucions de Burundi a cooperar amb la comissió d'investigació:
(a) adoptar mesures perquè la comissió pugui treballar lliurement;
(b) proporcionar informació a la comissió que la sol·liciti;
(c) permetre a la Comissió recollir tota la informació rellevant;
(d) permetre que la comissió interrogui a ningútothom;
(e) permetre que la comissió visiti qualsevol lloc en qualsevol moment;
(f) garantir la seguretat, la seguretat i el respecte dels testimonis.